# Cercle celtique

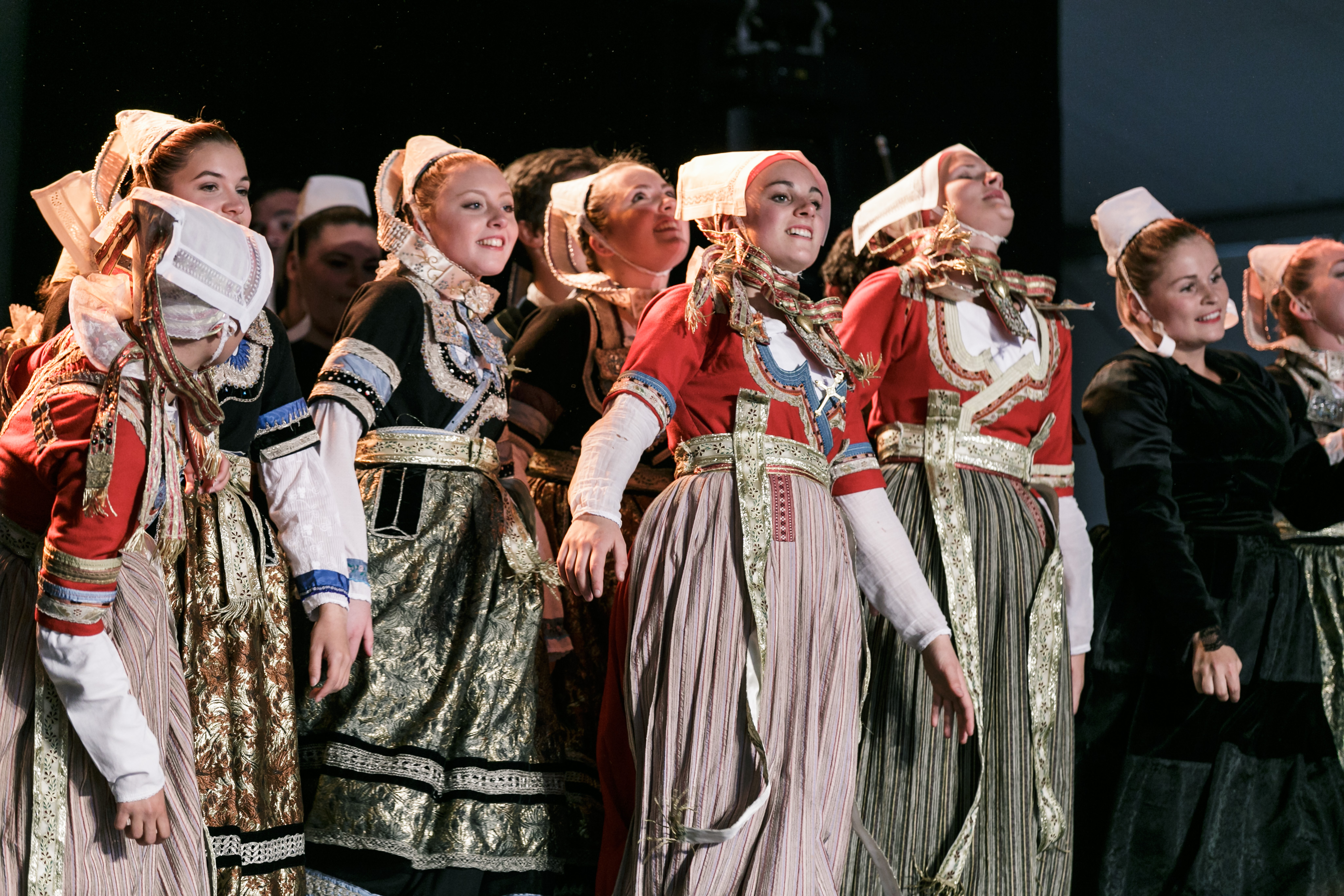
Eostiged Ar Stangala - Kerfeunteun.

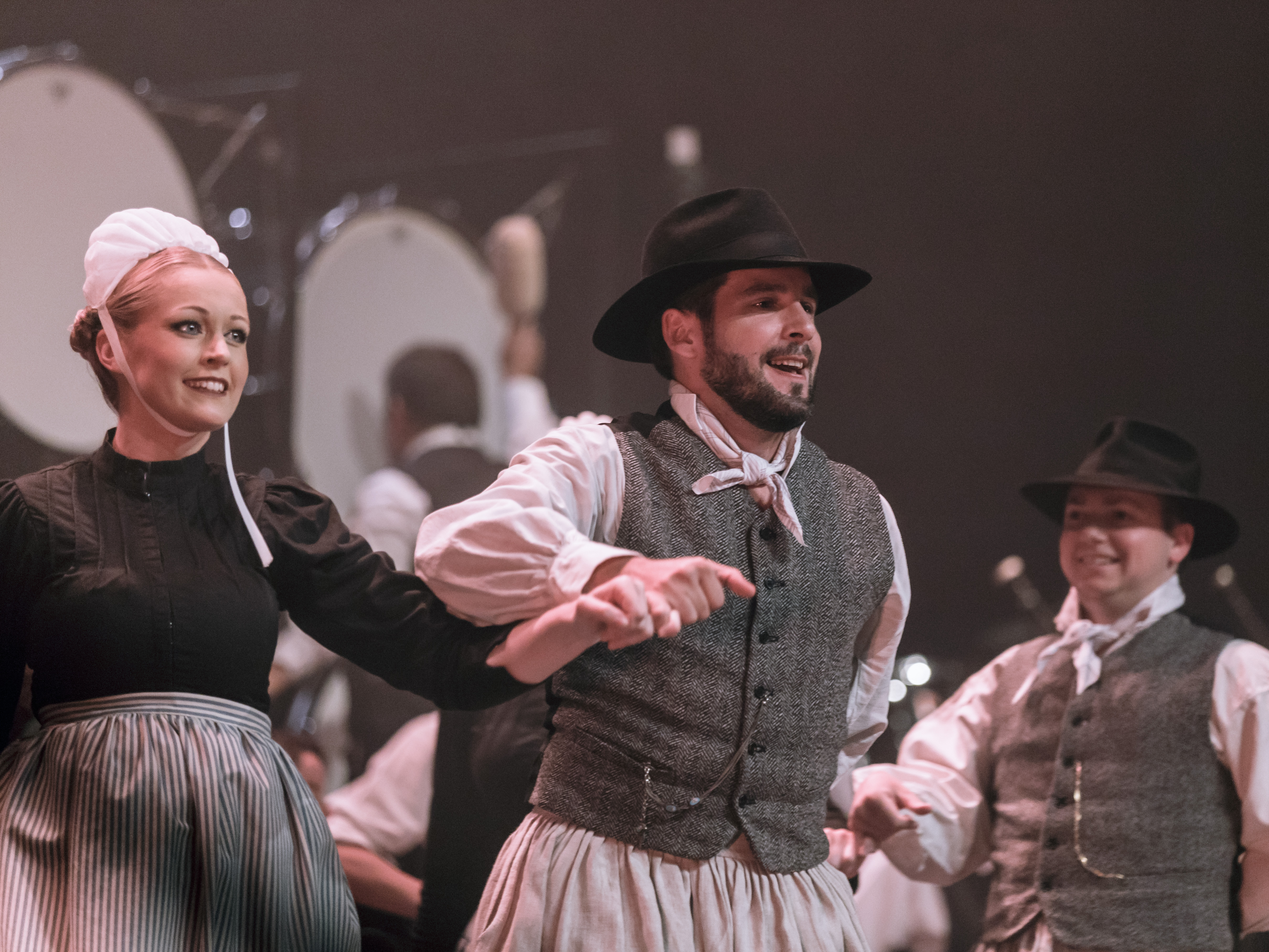
Le Cercle Quic-en-Groigne de Saint-Malo.

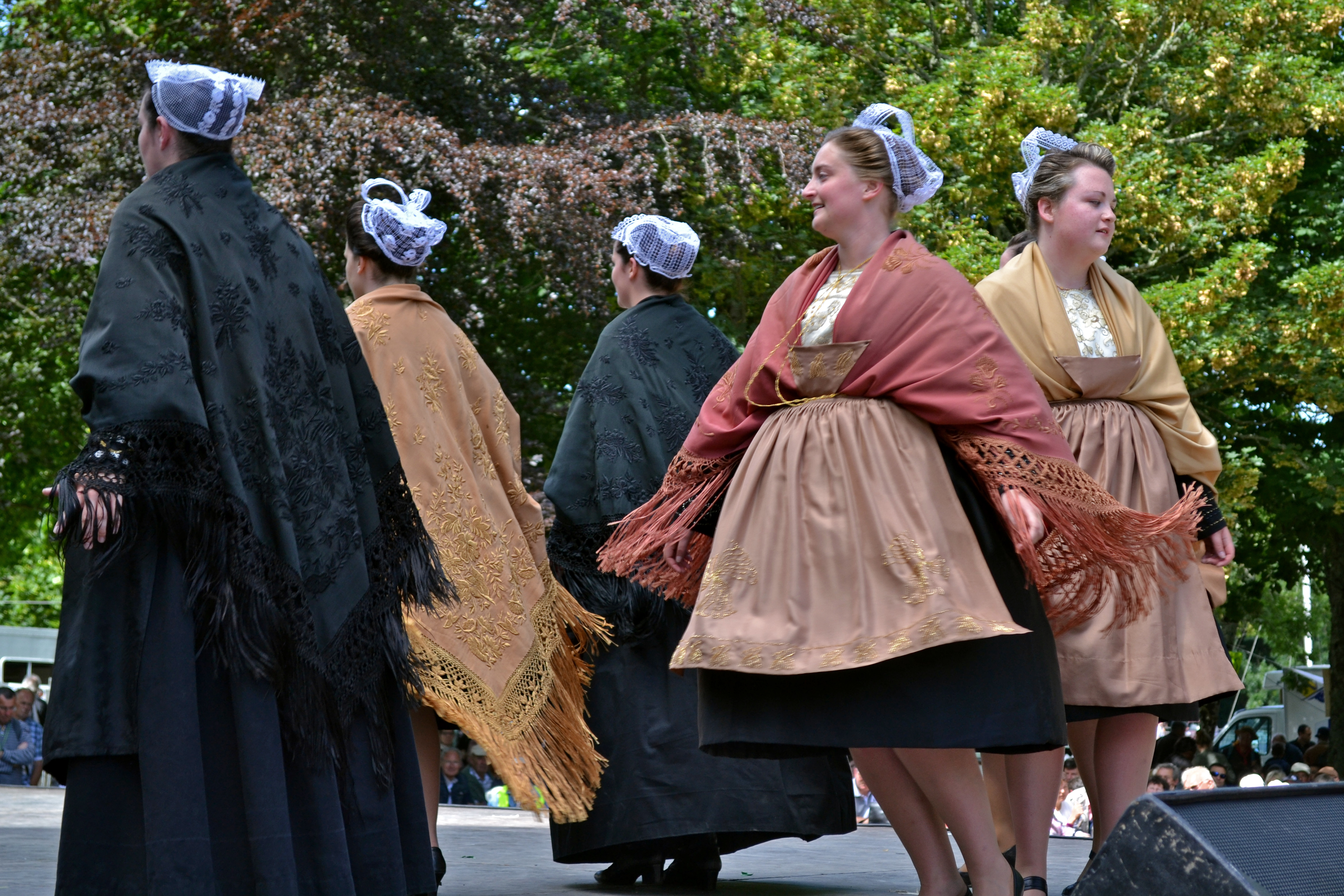
Cercle Celtique Dañserien Lann Tivizio de Landivisiau.

Un cercle celtique est une association qui a pour but de mettre en valeur les cultures propres à la Bretagne, notamment les danses et costumes, en utilisant éventuellement la langue bretonne ou le gallo. 
Les cercles celtiques créés avant la Seconde Guerre mondiale avaient des objectifs culturels très larges, incluant la littérature, le théâtre, les chansons, le chant choral, les arts plastiques et l'apprentissage et la pratique du breton, mais pas toujours la musique et la danse, alors que ceux d'après 1945 ont généralement restreint leurs actions et ne s'occupent que de collecter, étudier, transmettre et faire connaître les arts et traditions populaires en Bretagne, en particulier les danses bretonnes en se produisant sur scène avec un statut d'amateurs. 
Il en existe entre 200 et 300[réf. nécessaire] dont la plupart sont localisés dans les départements de la Bretagne historique, mais il y en a aussi dans de nombreuses villes où des Bretons se sont réunis pour en créer : Toulouse, Bordeaux, Boulogne-sur-Mer, Clermont-Ferrand, Le Havre, Paris, Trappes et en Guadeloupe, New York, Pékin, etc. Ils sont essentiellement adhérents à la Confédération Kenleur.

## Historique

### Contexte
Au début du XXe siècle, apparaissent les premières grandes manifestations folkloriques qui attirent les touristes qui commencent à fréquenter la péninsule armoricaine et notamment la périphérie côtière. Théodore Botrel va grandement influencer la culture bretonne ; il contribue, entre autres, à la mise en place du Pardon des Fleurs d'Ajonc à Pont-Aven, en 1905, qui est aussi l'année des premiers fêtes des Filets bleus à Concarneau, pour des raisons d'ailleurs plus sociales que folkloriques. Les premières manifestations festives, dont certaines ont perduré jusqu'à nos jours, sont des vitrines de ﬁerté bretonne et des moments de rassemblements, autour d'une tradition variée. Le souci était alors de présenter une image typique d'une culture traditionnelle au risque de déboucher sur des clichés plus ou moins ﬂagorneurs et trop souvent artiﬁciels, ce que contestent certains sonneurs traditionnels, qualiﬁant de « mascarades » ces « grand-messes folkloriques ».

### Les premiers cercles celtiques de l'entre-deux-guerres
Bien qu'ils eussent l'occasion de se retrouver souvent en costumes en ce début de siècle, les Bretons n'étaient pas encore organisés en groupes. Très vite leur apparaît la nécessité de se structurer, ne serait-ce que pour les déplacements. Le premier groupe folklorique breton est fondé en 1902 par un chapelier de Bannalec ; il connaît le succès jusqu'en 1914, comme les "Fins Danseurs de l'Aven", créé à la même époque. Les périples (souvent ferroviaires) de ces danseurs en costume les amènent à se déplacer aussi bien à l'intérieur qu'à l'extérieur de la Bretagne, voire à l'étranger, accompagnés parfois de sonneurs locaux.
L'inﬂuence des émigrés, soucieux de compenser leur mal du pays par l'afﬁrmation de leurs racines, va jouer aussi un rôle prépondérant dans la structuration associative de la culture bretonne. Ainsi, les Bretons de Paris, fort nombreux car l'exode est massif au début du XXe siècle, multiplient les grandes fêtes bretonnes dans la capitale et sa banlieue. Ce sont eux qui créent le premier Cercle celtique du nom en 1911 par Joseph Jacob. Celui-ci « naît davantage du désir de Bretons émigrés d'affirmer leur solidarité en célébrant leur origine, et se distinguer de ces formations en pratiquant l'éducation populaire et la propagande régionaliste par des concerts, conférences et cours de breton ». Polig Monjarret indique que la relance de 1917 par Eugène Régnier avait pour « but de créer une ambiance bretonne pour les permissionnaires et les blessés en convalescence. Il faut savoir qu'en ces temps, un bon nombre de mobilisés de Basse-Bretagne ignoraient la langue française (...) Quelques militaires des troupes de sa Majesté, notamment des Gallois, (s'y) retrouvaient ». 

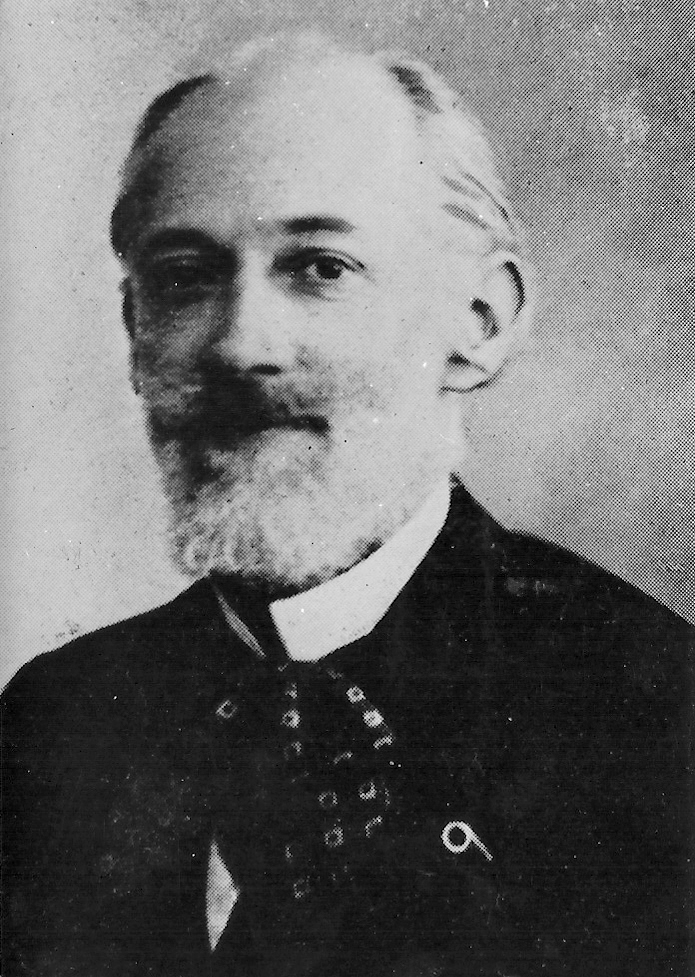
Eugène Régnier.

Sous la présidence du Docteur Eugène Régnier (barde Bleiz Gouez), le cercle celtique de Paris va s'étoffer dans les années 1920-1930 . Celui-ci explique en 1932 que « le but des cercles celtiques est de faire prendre conscience aux Bretons de leur valeur et de la place qu'ils ont à remplir au sein de la Civilisation Occidentale ». À sa création, le cercle propose les cours de breton donnés par Jules Gros [SOURCES ?]. En 1923, il suscite la chorale Kanerien Breiz (« Les chanteurs de la Bretagne ») et dispose en 1930 de deux troupes mixtes d'acteurs pour du théâtre en français ou en breton. À partir de 1924, le cercle organise autour du 19 mai la « Fête Nationale de la Saint-Yves ». Enfin, une bibliothèque bretonne, avec prêt de livres et mise à disposition des journaux bretons, est ouverte en 1931.
Ces prémisses associatifs du début du siècle vont connaître un essor considérable. Après la guerre de 1914-1918, les cercles celtiques naissent un peu partout : Rennes, Lorient, Saint-Brieuc, Perros-Guirec, Plouha... Sous l'influence du mouvement régionaliste, les regroupements de Bretons de Paris, Nantes et Angers pour les plus grandes villes, ainsi qu'à Pont-l'Abbé et Guingamp, leur donnent une définition plus large. Un autre but des cercles est de révéler au public, en général et aux Bretons, en particulier, la richesse de leur patrimoine : « Folklore poétique, les Barzaz Breiz, l'Anthologie des Poètes Nationaux, de Le Mercier d'Erm et les Breiziz de Taldir forment, à eux seuls, un résumé puissamment évocateur [...] Nous sommes convaincus que l'Art est l'un des puissants facteurs du réveil breton. » On peut estimer que la structuration du mouvement entre les deux guerres constitue une réaction contre l'utilisation souvent caricaturale de la culture bretonne, une volonté de l'assainir.
En 1921 est organisée en Bretagne la première « Assemblée bretonne ». 1923 est l'année de naissance de la fête des Reines de Cornouaille à Quimper. En 1926, le cercle celtique de Nantes est fondé par le professeur de pharmacie, Édouard Guéguen (ovate Ieot Mor), le chef d'orchestre et compositeur de renom Paul Ladmirault (ovate Oriaf), qui dirige la chorale du cercle et Alfred Lajat (druide Mab an Argoat), qui donne des cours d'Histoire de la Bretagne à l'Institut des Lettres de Nantes, sous le patronage de l'association. Une fédération d'étudiants y est affiliée. En 1930, Jos Aurélien Sanséau crée, à Paris, un groupe indépendant consacré à la danse bretonne, "Korollerien Breiz Izel" (Les danseurs de Basse-Bretagne), qui a déjà le souci d'offrir un spectacle élaboré de qualité. Il se transforme en amicale en avril 1935.
Le cercle celtique de Rennes reprend ses activités en 1933, grâce à l'établissement dans cette ville du Docteur Régnier. En 1935, le cercle celtique Danserien Kemperle, qui est centré sur la musique et la danse bretonnes, est créé avec l'appui d'Émile Cueff, connu pour ses tournées de chansons bretonnes en Bretagne et à l'étranger. À la veille de la Seconde Guerre mondiale, une quinzaine de cercles sont en activité.

### La première fédération des cercles celtiques
Le 12 septembre 1930 est fondée à Guingamp la Fédération des cercles celtiques Kevredigez ar C'helziou Keltiek, qui regroupe ceux de Paris, Nantes, Angers, Pont-l'Abbé et Guingamp. Elle prend pour devise Me a zalc'ho (Je maintiendrai) et a pour organe Youl Breiz (La volonté de la Bretagne).
 Le 13 mars 1932, elle se réunit à Nantes avec la Gorsedd de Bretagne (ou collège des bardes de Bretagne) pour un congrès commun où sont débattues des questions concernant l'autonomisme. Parmi les vœux adoptées en commun, on trouve :
- La fixation de la Fête nationale de la Bretagne au 19 mai, fête de saint Yves
- L'unification orthographique du breton
- L'introduction du breton dans l'enseignement public
- Le vote des femmes
- Le refus de célébrer le quatrième centenaire du rattachement de la Bretagne à la France au vu des injustices passées
- L'acceptation de l'état de fait qui place la Bretagne dans la communauté française et la réprobation de toute idée séparatiste

Du fait qu'Eugène Régnier (barde Bleiz Gouez) s'installe à Rennes, le cercle celtique de la ville reprend vie sous sa houlette et il amène avec lui le siège social de la fédération. L'examen de la liste des bureaux pour 1933 des cercles celtiques de Paris et de Nantes montrent que le Gorsedd de Bretagne, fer de lance de l'autonomisme breton, y est très influent.

### La Seconde Guerre mondiale et l'après-guerre
Le régime de Vichy, instauré le 10 juillet 1940, tente de récupérer des mouvements folkloristes et prône le provincialisme et le repli des régions : il devient possible d'enseigner la langue et la culture bretonnes. Malheureusement, les actes de collaboration de quelques extrémistes servent aussi de prétexte au gouvernement français de la Libération pour discréditer le mouvement breton dans son ensemble. Polig Monjarret, lui même engagé dans les unités de combat du Parti national breton, parti nazi, estime qu'aux yeux des comités d'épuration, « tout ce qui était breton était pratiquement interdit, du moins suspect. Seule, la danse était (à peu près) tolérée. Et c'est ce qui explique la nouvelle évolution du Cercle Celtique : une centaine de groupes locaux virent le jour entre 1945 et 1955. Leur programme : le folklore, et rien de plus. C'est ainsi que l'aspect réellement culturel du Cercle Celtique a disparu de la quasi-totalité des formations d'aujourd'hui (...) l'essentiel du programme fut la danse, plus rarement le chant ».

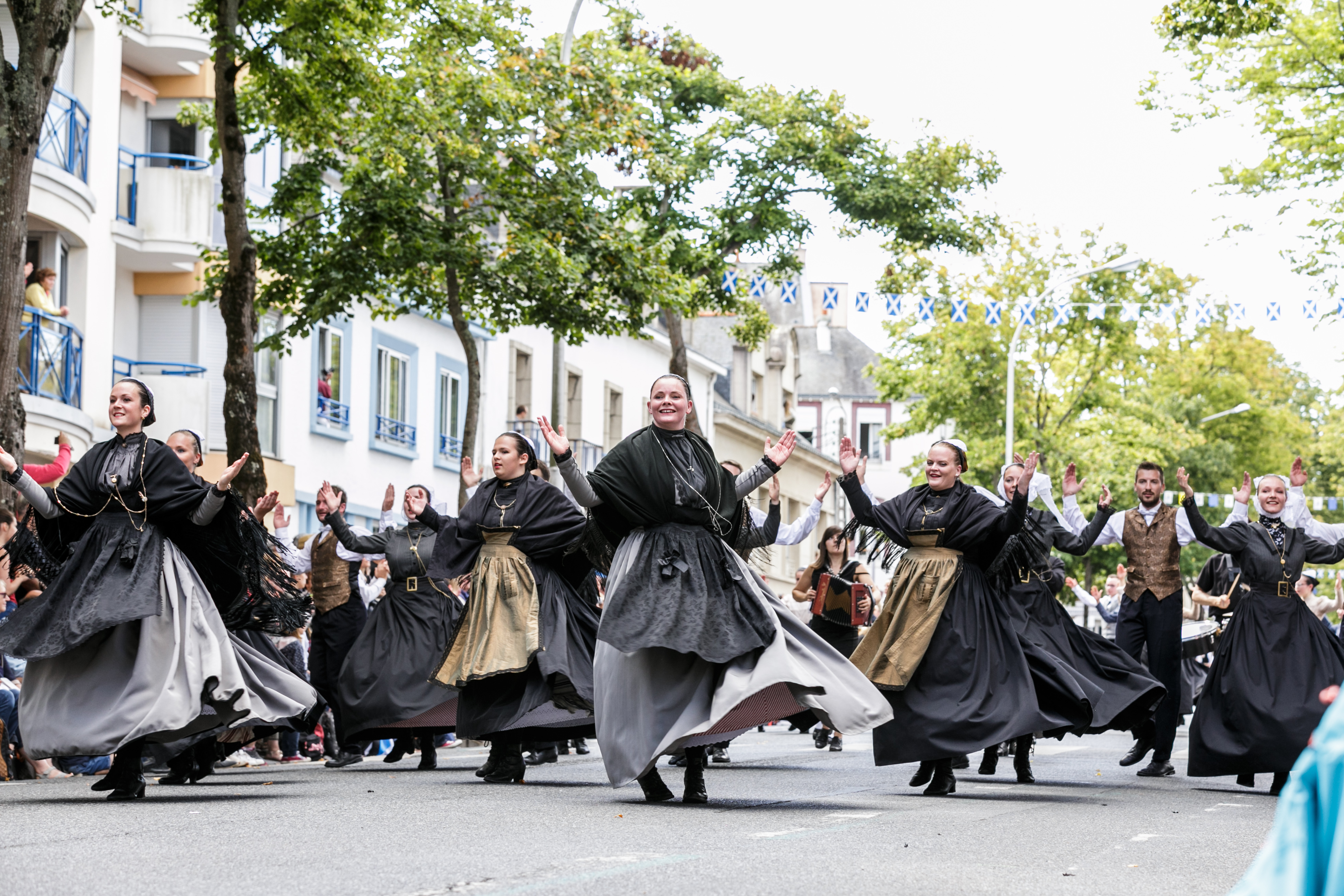
Le défilé du Festival interceltique de Lorient est le rendez-vous annuel de nombreux cercles celtiques (ci-dessus celui de Mûr-de-Bretagne)

Après la naissance de la Bodadeg Ar Sonerion (« Assemblée des Sonneurs ») en 1946, à l'initiative de Polig Monjarret, les années 1950 marquent un tournant pour la musique et la danse. La centaine de groupes locaux créés spontanément nécessite une organisation empirique. Cependant, aux dires de Polig Monjarret, dès 1946, une fédération des cercles celtiques est reconstituée, sous la présidence de Xavier de Langlais, avec l'aide d'Yvonne Galbrun, et se structure en « Amicales de pays » qui restent très indépendantes, la Cornouaille se taillant la part du lion avec les deux-tiers des cercles. Par ailleurs, le renouveau des Fêtes de Cornouaille en 1948 joue un rôle majeur dans ce développement et sa nouvelle organisation autour des cercles (les bagadoù n'existaient pas encore) apaise les réticences, du clergé notamment.
Le 15 octobre 1950, la confédération culturelle Kendalc'h est constituée, présidée par Pierre Mocaër, Polig Monjarret en devenant le secrétaire général. Yvonig Gicquel, président de Kendalc'h dans les années 1970, considère l'année 1950 comme une année-charnière : « Se termine en effet la longue période d'anémie bretonne sous le poids parisianiste et de renoncement de la majorité des responsables bretons. » C'est l'apogée des cercles celtiques (90 en 1955), que le second soufﬂe du revivalisme en 1970 ﬁnira d'installer. Roparz Omnès, président de Kendalc'h de 1961 à 1964, explique cet engouement au sein des cercles celtiques par « le désir que partageaient alors de nombreux jeunes Bretons de retrouver leur identité. Le costume qu'ils portaient fièrement lors des fêtes (et parfois dans la rue) était un symbole : il signifiait le refus de l'uniformisation, l'attachement à une tradition qui semblait plus que jamais menacée ».
Pour Michel Bozec, secrétaire de War'l Leur au milieu des années 1970, les cercles celtiques ont eu un rôle capital dans la dynamique musicale bretonne, et plus généralement dans la récupération d'une identité positive par les Bretons : « Les cercles celtiques, comme les bagadoù, ont accompli un remarquable travail de recherche. Grâce à eux, tout un art populaire a pu être conservé et constitue un fonds particulièrement riche. C'est d'ailleurs à partir de ces travaux que pourra naître un autre phénomène : celui du folk-song celtique dans les années 1970. On peut penser que, sans les cercles et les bagadoù, ni Stivell, ni Servat, n'auraient peut-être existé. Très longtemps, les cercles celtiques ont pratiquement été les seules structures qui aient permis aux jeunes Bretons d'approcher leur culture spécifique. »

### L'art du spectacle

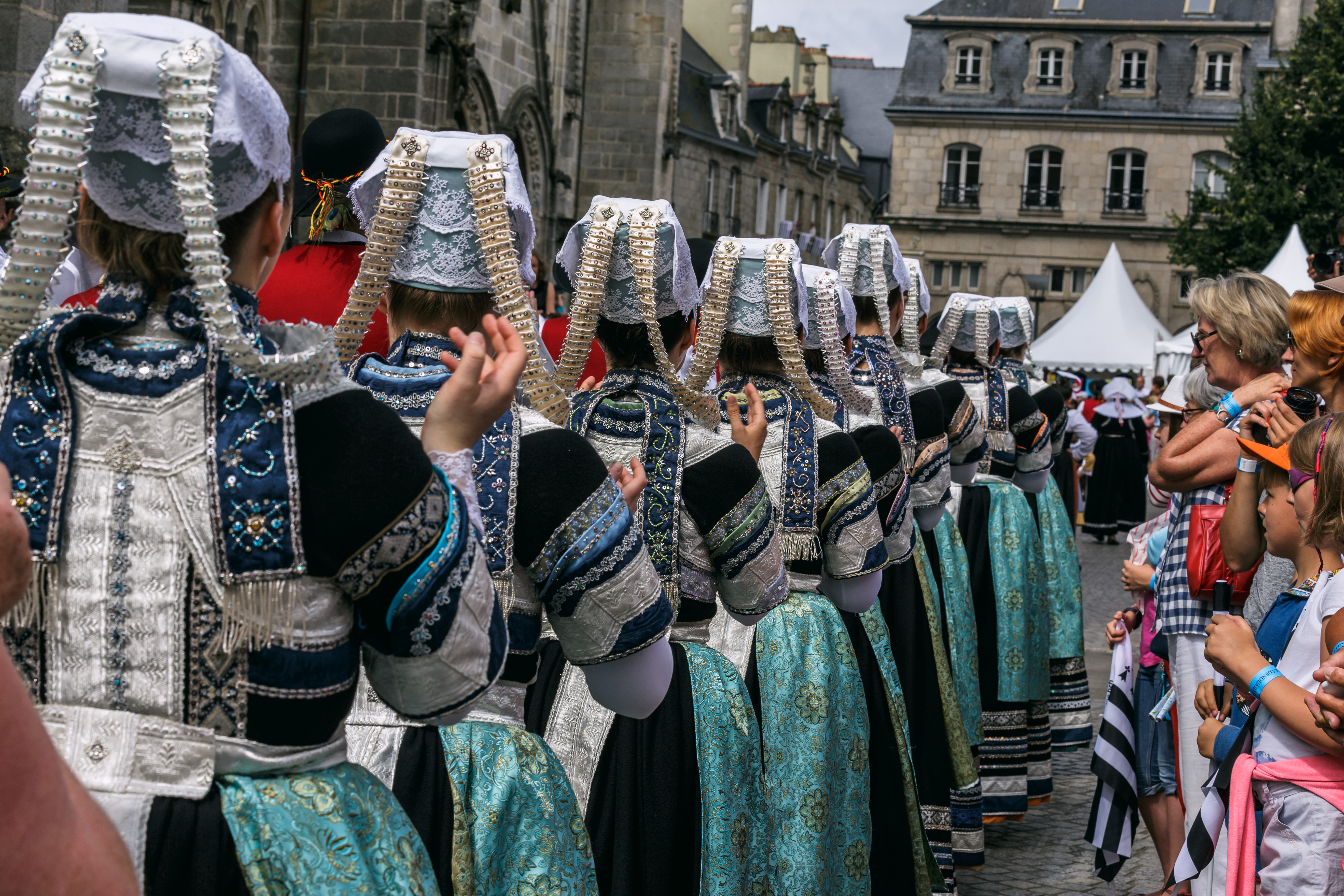
Le cercle celtique Kanfarded Sant Evarzeg de Saint-Evarzec au Festival de Cornouaille.

Le cercle entre dans l'ère du respect de la tradition, de la transposition sur scène d'une tradition de danse qui entend paradoxalement rester le plus authentique possible. Un paradoxe car c'est une traduction (réinterprétation) dans un espace scénique, tout en ne respectant pas pendant longtemps les règles fondamentales de ce nouveau mode d'expression que constitue la chorégraphie. 
Per-Jakez Hélias, une des chevilles ouvrières des Fêtes de Cornouaille à Quimper pendant une quarantaine d'années, évoque les prémices de l'évolution, à un moment où la venue de ballets des pays de l'est des années 1960 commençait à susciter une volonté de repenser les règles du langage scénique établis en Bretagne : « Est-il besoin de dire que les tentatives pour aiguiller les Cercles Celtiques vers la recherche de chorégraphies élaborées à partir d'éléments de base permettant d'y réussir en apportant des interprétations nouvelles, se sont heurtées à des réticences, des critiques sévères et même des antagonismes sans merci, de la part des tenants de la tradition pure, c'est-à-dire figée une fois pour toutes ? Nous avions beau leur dire qu'il n'y avait pas de tradition ni d'actualisation sans invention, ils ne voulaient rien entendre. »
Peu à peu, le souci d'éviter toute dénaturation de l'image traditionnelle va se trouver bousculé. Commence alors l'ère du spectacle et de la prise en compte de ses exigences. Certains cercles celtiques vont se donner le titre de ballets populaires. C'est l'apparition de la mise en scène et de la chorégraphie.

## Les Fédérations contemporaines

### Organisation interne
Le terme de cercle celtique ne désigne plus, sauf exceptions, que les associations qui pratiquent la danse bretonne dans le but de présenter un spectacle devant un public. Ce spectacle dansé est réalisé le plus souvent tout ou partie en costume breton traditionnel. Il comprend des danses bretonnes, le plus souvent chorégraphiées auxquelles sont parfois ajoutées des danses d'autres régions du monde ainsi des éléments ajoutés divers tels que théâtre, effets visuels ou sonores, projection d'images fixes ou vidéos. 
Un groupe musical breton amateur, appelé bagad, leur est parfois associé. L'accompagnement musical peut également être constitué tout ou partie de chanteurs, sonneurs traditionnels ou groupes musicaux, éventuellement professionnels. La majorité des musiques qui servent à la réalisation des danses sont le plus souvent des morceaux de musique bretonne traditionnelle éventuellement réarrangés, mais peuvent également être de complètes créations. Les musiques d'autres régions du monde peuvent également être employées.

Logo de la Confédération Kenleur

Les cercles enfants défilent souvent avec le cercle adulte et proposent bien souvent des cours de danse de plusieurs niveaux et un apprentissage soit de danses traditionnelles soit de chorégraphies. Afin de construire un spectacle qui se veut être de qualité, les membres des cercles celtiques apprennent les techniques de pas et les styles des danses bretonnes traditionnelles qui sont très variées, mais également des techniques liées à la scénographie, à la mise en place, au port et à l'entretien des costumes ainsi que d'autres techniques diverses liées à des spectacles divers. C'est ainsi que l'on peut trouver une assez grande variété d'activités réalisées par une grande partie des membres des cercles celtiques : apprentissage et transmission de techniques et de styles de danses bretonnes (ou d'autres origines), apprentissages des techniques et réalisation de costumes et coiffes bretonnes, apprentissage des manières de porter et d'entretenir ces coiffes et costumes, apprentissage de pratiques scéniques, apprentissages d'histoire locale et de breton.
Les formateurs de ces différents apprentissages sont fréquemment issus du cercle dans lequel ils officient, mais sont également issus des fédérations départementales ou des confédérations régionales qui disposent de personnel permanent professionnel et/ou bénévole. Quand il s'agit d'apprendre à utiliser une technique particulière, certains cercles celtiques n'hésitent pas à faire appel à des professionnels extérieurs au milieu de la danse bretonne. La fonction des cercles celtiques d'avant-guerre est en partie reprise par les « Ententes de pays » qui fédèrent des associations qui sont concernées par la matière culturelle bretonne, parmi lesquelles les cercles celtiques. Beaucoup d'entre elles disposent de locaux financés par les collectivités territoriales.
Il existe par ailleurs des « groupes de loisirs » qui se consacrent également à la danse bretonne, mais ce ne sont pas des cercles celtiques. Le but de ces groupes n'est pas la création de spectacles mais l'apprentissage et la pratique de danse bretonne pour le simple plaisir des membres et non pas d'un éventuel public. L'intérêt des membres d'un tel groupe pouvant évoluer avec le temps, certains se transforment après plusieurs années d’existence en cercle celtique.

La plupart des groupes de danses bretonnes, cercles celtiques et groupes de loisirs sont affiliés à l'une des deux confédérations, Kendalc'h créée en 1950 ou War 'l leur créée en 1967, deux organisations aux buts très voisins avec chacune une confédération régionale et des fédérations départementales.

### Kendalc'h

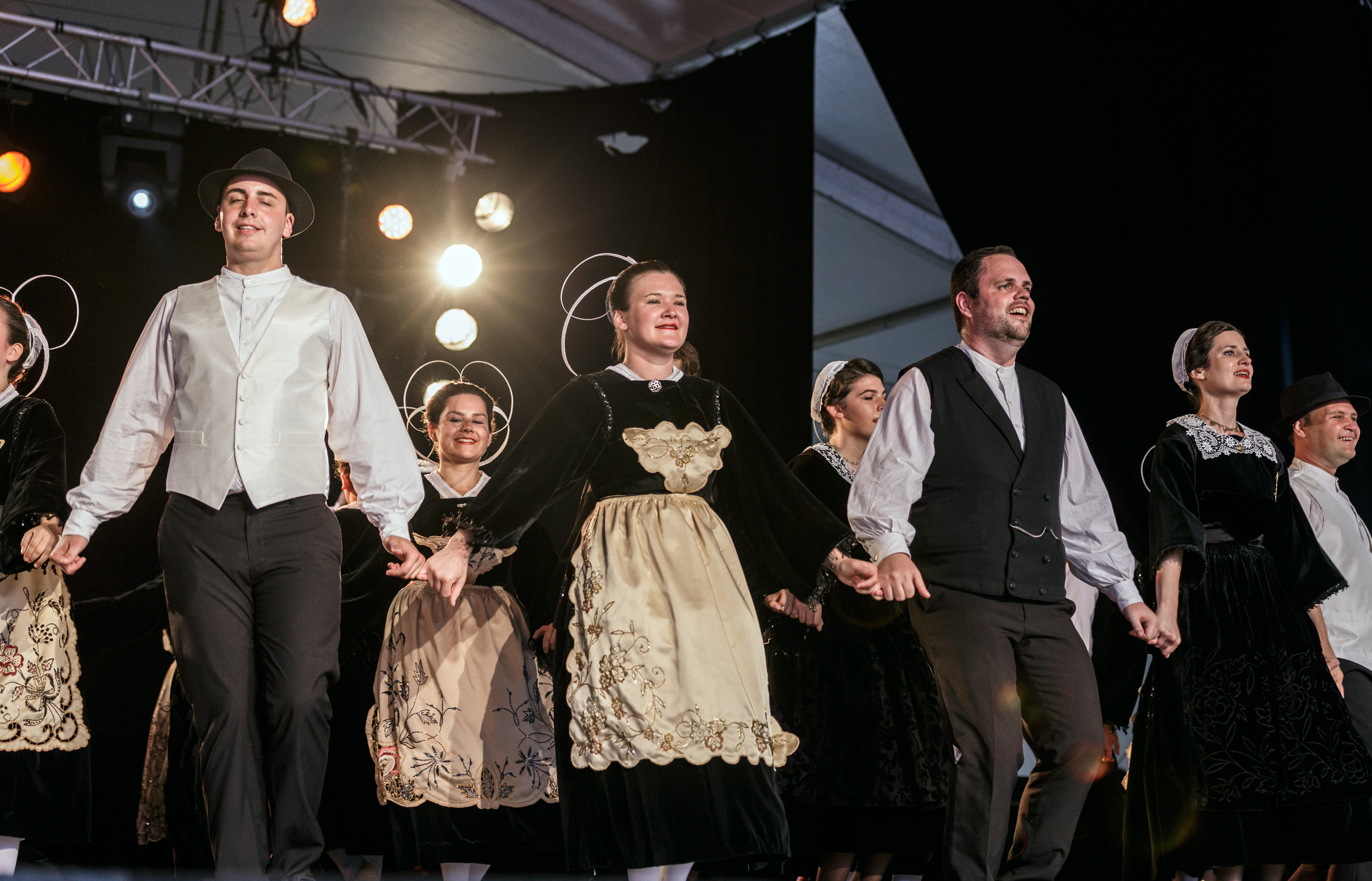
Spectacle du cercle Brug ar Menez de Spézet à Quimper en 2016.

La confédération Kendalc'h (« Maintien » en breton) est constituée fin 1950 à Quimper. Elle est présidée par le résistant Pierre Mocaër jusqu'à sa mort en 1961. Polig Montjarret en fut le secrétaire général. Elle ne prend de l'importance qu'à partir de 1956, du fait de l'appoint de la Jeunesse étudiante bretonne et de la Fondation culturelle bretonne, venues renforcer ses éléments initiaux (le Bleun Brug, Ar Falz, Bleimor et la Bodadeg ar Sonerion).

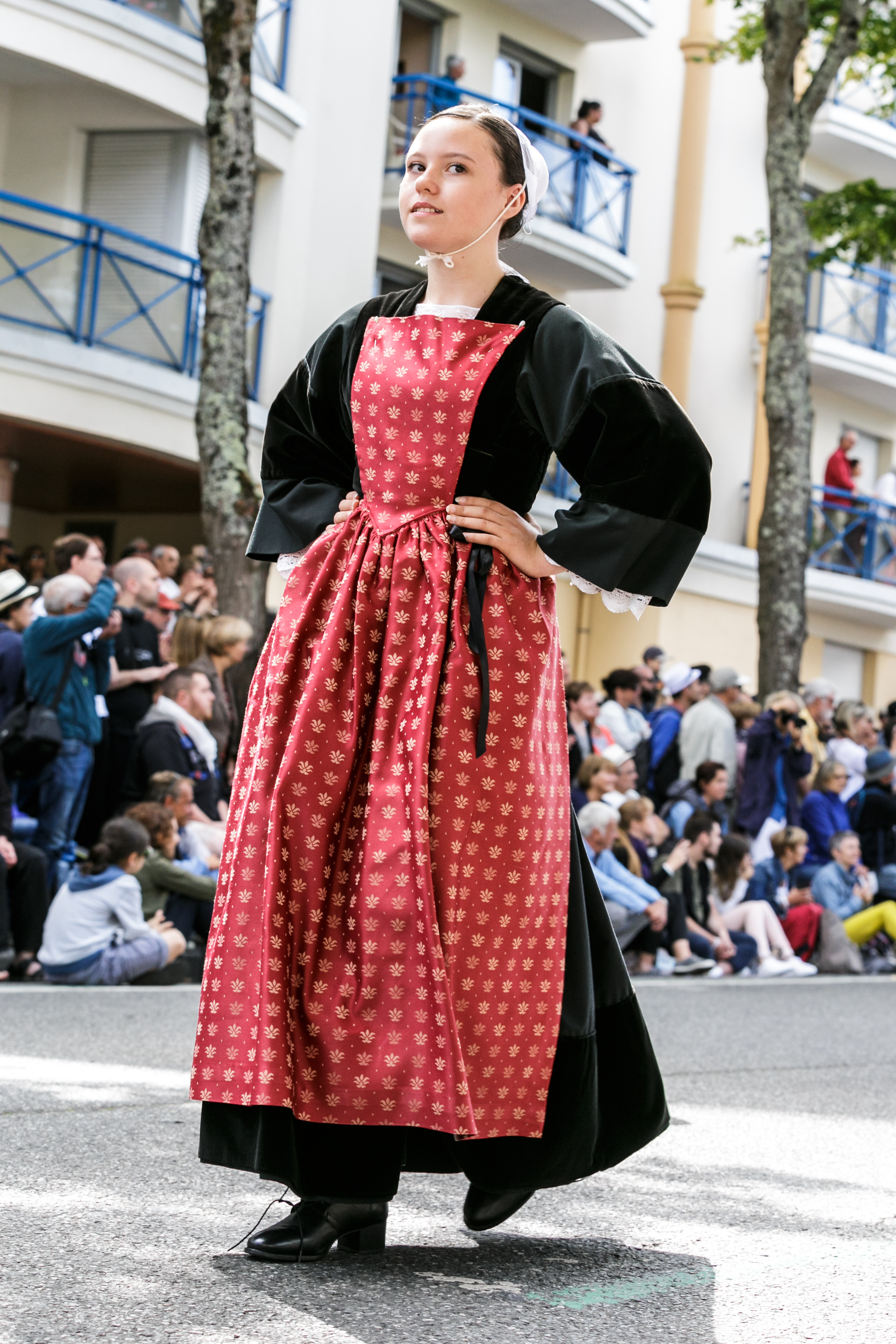
Kerlenn Pondi - Festival Interceltique de Lorient 2017

Elle compte aujourd'hui 180 associations bretonnes (dont 30 hors de Bretagne) : groupes de danse (cercles celtiques et groupes de danse loisir), musique, chorales, sports traditionnels, centres culturels. 
Elle organise des concours de danses appelés Emvod(où) (« réunion(s)» en breton) qui sont organisés dans chacun des cinq départements de la Bretagne historique) ainsi que pour les groupes Kendalc'h hors de Bretagne. La confédération organise également des concours régionaux annuels et un concours spécial pour les premières catégories (intitulé DAÑS, « danse » en breton) qui sert de qualificatif à une finale nationale où est décerné le titre de Champion de Bretagne de la confédération Kendalc'h au meilleur des groupes de première catégorie. Cette grande manifestation a lieu tous les ans le week-end qui suit le 15 août, à Guingamp dans les Côtes-d'Armor, dans le cadre de la fête de la Saint-Loup.

### War'l leur
War'l Leur (Sur l'aire (à battre et à danser)) est l'autre fédération de cercles celtiques.
Elle a été créée en 1967 à partir d'une scission de Kendalc'h réalisée en 1965 qui a abouti également à la création de Bodadeg Ar Sonerion, l'association chargée des bagadoù. Elle fut alors présidée par Paul Morin. 

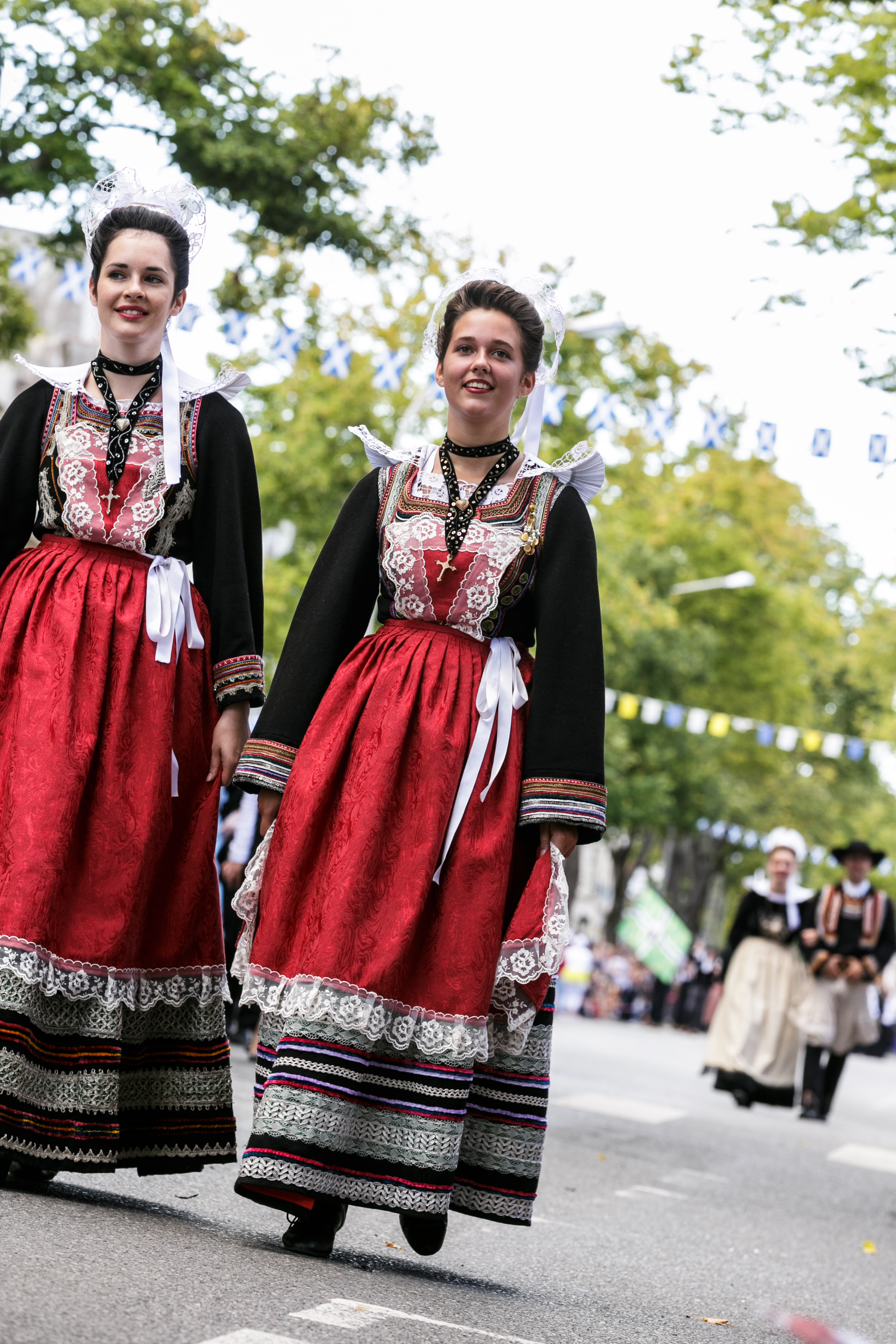
Le cercle Bleunioù Lann an Aven de Riec-sur-Bélon.

La principale différence de War'l Leur avec Kendalc'h réside dans le principe d'évaluation des cercles celtiques en vue de leur attribuer un niveau (intitulé catégorie). L'évaluation des groupes War'l leur se fait par l'intermédiaire d'une sorte de contrôle continue. Ainsi, chaque groupe est susceptible à chacune de ses représentations en spectacle devant un public, d'être visionné (c'est-à-dire évalué sur différents critères) par des membres bénévoles généralement danseurs issus d'autres groupes de la confédération. À la fin de chaque saison, les "visionnages" (évaluations) sont analysés afin de déterminer si le groupe mérite de rester dans la catégorie auquel il appartient, ou bien si le niveau de ses prestations implique qu'il appartienne à une catégorie supérieure ou bien qu'il soit rétrogradé d'une catégorie.
La confédération régionale War'l leur ainsi que les diverses fédérations départementales organisent des stages de danses, musique, chants et broderie dirigés par des référents, quelquefois professionnels ainsi que des expositions et des conférences, des festivals et des fêtes, en Bretagne et ailleurs. Des concours de danse individuels sont également organisés où sont déterminés les meilleurs danseurs individuels de l'année d'un terroir bien précis. 
Depuis 1993, la confédération War'l leur détermine comme la confédération Kendalc'h son "champion de Bretagne" pour l'année. Les évaluations (visionnages) de l'année des différents groupes de première catégorie sont analysées. Le groupe ayant reçu les meilleures évaluations est déclaré champion de Bretagne War 'l leur.

## Les spectacles de danses bretonnes
Les spectacles revêtent plusieurs aspects : chorégraphies (évaluées annuellement par la confédération qui décide alors de placer le groupe dans une catégorie de la première à la quatrième), défilés (parade en cortège dans la ville), représentation de danses traditionnelles, présentation de costumes bretons.

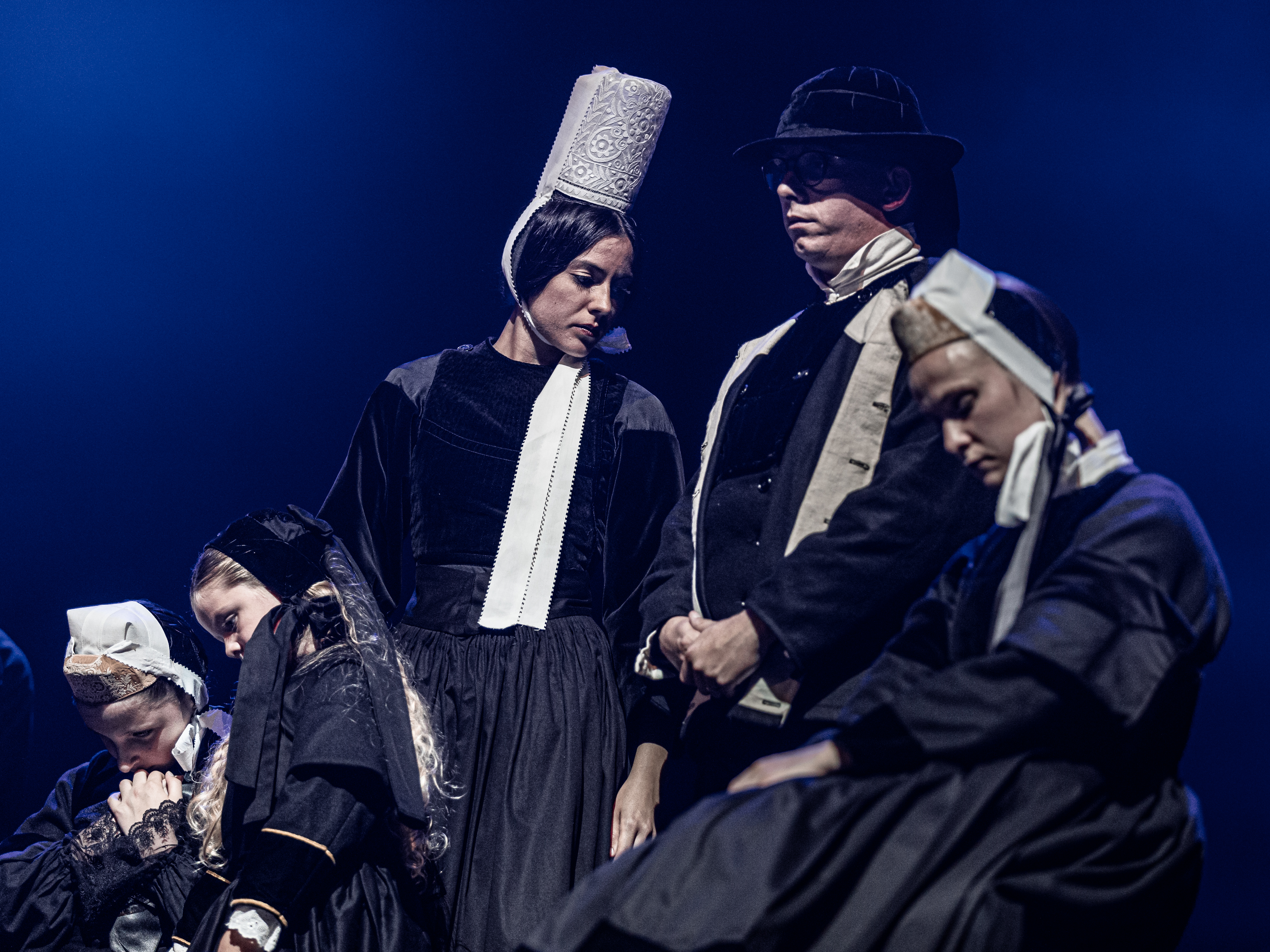
Spectacle du cercle Ar Vro Vigoudenn de Pont-l'Abbé

Les spectacles chorégraphiques peuvent amener à des risques de déviation : passage trop précoce à la scène de danseurs insuffisamment formés, temps trop long consacré à l'élaboration et à la répétition des mises en scène au détriment du plaisir initial de la danse et de la formation de base, alors que celle-ci devrait être au contraire plus approfondie du fait de la multiplicité des terroirs et des styles utilisés, et surtout problème de la traduction scénique d'une culture d'essence traditionnelle. 

Tout spectacle engendre des impératifs techniques, visuels, esthétiques et expressifs ; la transposition scénique est par déﬁnition une interprétation. Celle-ci peut être développée parfois dans l'unique but de séduire le public (artiﬁces, amplification de mouvements à caractère "spectaculaire", morcellement incessant et injustiﬁé des formations, abandon des cérémonials élémentaires, adjonction de gestuelles extérieures contradictoires avec l'esprit traditionnel, etc.). Ils doivent rester des outils au service de l'expression de la tradition et de son évolution culturelle, sans constituer une finalité, comme le considérait Per-Jakez Hélias. Il s'agit tout simplement de définir ce que l'on veut transmettre par la communication du spectacle, de choisir le langage scénique adéquat, voire de le créer, et de vériﬁer s'il a bien signiﬁé les choix culturels effectués. 

Dans la mise en scène se pose logiquement le problème de la création, chemin que la musique a parcouru sans y avoir perdu son identité. En matière de danse, cette direction a été envisagée avec beaucoup de réticences. Pour arriver à un résultat ne dénaturant pas la culture, comme la mise en scène, la chorégraphie et la scénographie, la création doit être le fait de praticiens fortement imprégnés de leur culture et soucieux de la respecter.

### Le groupe spectacle
Un groupe est composé de 15 à 80 danseurs et danseuses, de tous âges, de musiciens (qui écrivent et composent les thèmes musicaux des spectacles et en assurent les arrangements). Les cercles celtiques s'associent souvent avec un Bagad pour créer des spectacles communs : cet ensemble s'appelle alors une Kevrenn (« section »).

## Les autres activités des cercles celtiques
Les cercles celtiques ont pour activité première l'enseignement et la pratique des danses bretonnes. Mais d’autres enseignements et activités existent également : chant à répondre, à danser, techniques de chant typique de la Basse-Bretagne (kan ha diskan), musique, broderie, couture, tressage des franges. Le costume et la gestuelle ont toujours entretenu des liens très étroits. 

### Les costumes bretons

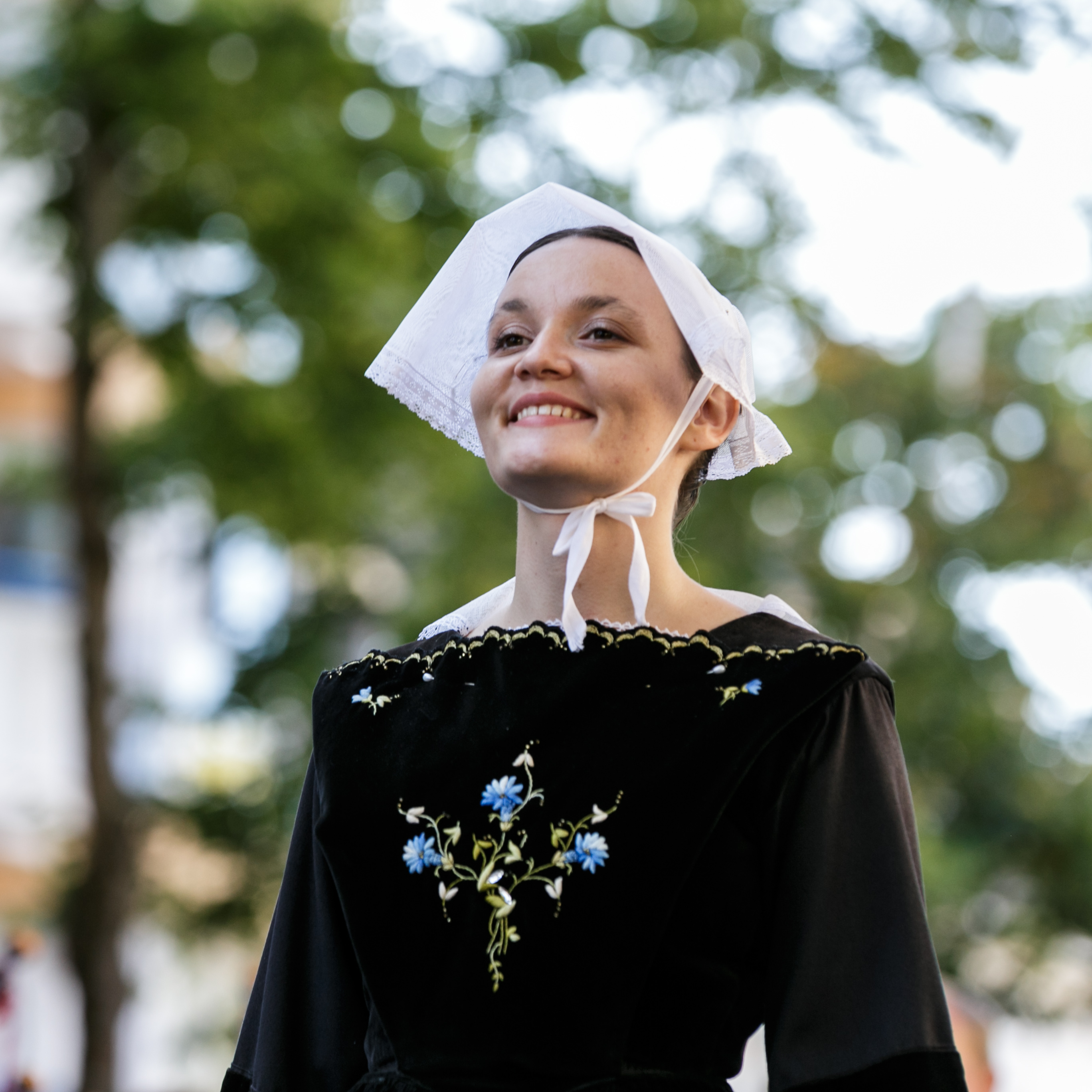
Costume du cercle Kevrenn Alré d’Auray

« Kant bro, kant giz » (« Cent pays, cent costumes ») dit un dicton breton. Les bretons portaient le costume de leur terroir (ou pays). Le costume était plus ou moins élaboré et/ou différencié selon la classe sociale, le métier, le lien de vie, la situation familiale des personnes qui le portaient, ainsi que selon les circonstances et les époques. Les exemplaires à retrouver se faisant de plus en plus rares, les collectes de costumes par les cercles sont devenues moins fréquentes. Mais le port de modèles authentiques est considéré comme une ﬁerté suprême, une transmission entre générations, après les situations parfois difficiles auxquelles ils ont été confrontés. Pour cela, des retouches sont effectuées, grâce aux stages (de broderies, de perlage...) qui permettent de perpétuer la dextérité des artisans d'autrefois. 

Par ailleurs, dans les cercles, une commission costume est chargée de reproduire les costumes traditionnels de sa commune pour les danseurs des cercles (adultes et enfants). Les cercles ont confectionné des copies, très souvent extrêmement respectueuses des coupes et des matériaux d'antan. Ils s'inscrivent dans la continuité culturelle, vestimentaire cette fois, mais tout aussi importante que musicale et dansée.
Le rôle des cercles se révèle prépondérant dans la pérennité du port vestimentaire, les pressions modernistes ayant conduit les anciens
à ne plus les endosser au quotidien. Beaucoup de tenues traditionnelles (notamment celles de cérémonies) nous apparaissent comme étant peu fonctionnelles. Le port d'une coiffe ou d'un chapeau, d'une collerette, d'une jupe longue, le boutonnage serré d'un gilet imposent, il est vrai, un maintien particulier (cambrure du corps, position de la tête, hauteur du regard, etc.) auquel ne nous habitue plus la décontraction de la plupart des tenues modernes. Difficile de savoir comment ils étaient ressentis chez les jeunes qui commençaient à les porter, mais en tout cas, chez l'adulte, le costume devenait partie intégrante de son schéma corporel et il participait à la composition de la gestuelle des danses, à leur style et au rapport entre les acteurs (proximité ou distance à l'intérieur des chaînes, des couples ou des quadrettes). L'évolution vestimentaire est un facteur de mutation considérable de la danse, dans la mesure où c'est toute sa gestuelle qui s'en trouve modiﬁée, notamment lors des festoù-noz (jeans, chaussures).